# Henrik Lundberg (företagsledare)
Henrik Lundberg, född 23 juli 1961 i Mariehamn, är en åländsk företagsledare och seglare.
Lundberg blev civilingenjör 1985 och direktör för Ålands postverk 2004. Han seglade H-båten Sten K med Brage Jansson och Tom Borenius och vann nordiska mästerskapet i Larvik 1985 och i Oxelösund 1986, övergick till soling 1988 och kämpade hårt för en OS-plats (som inte beviljades klassen). År 1989 tog han hem Guldpokalen med Brage Jansson och Henrik Johansson som besättning i lånade 5.5:an "Gorgi" i Houston, Texas. Han deltog i två etapper av Whitbread Round-the-World med "UBF Finland" 1989–1990 och vann ett stort antal finländska mästerskap i match racing. Han blev kommodor för Ålands segelsällskap sedan 2002.